# Šiba

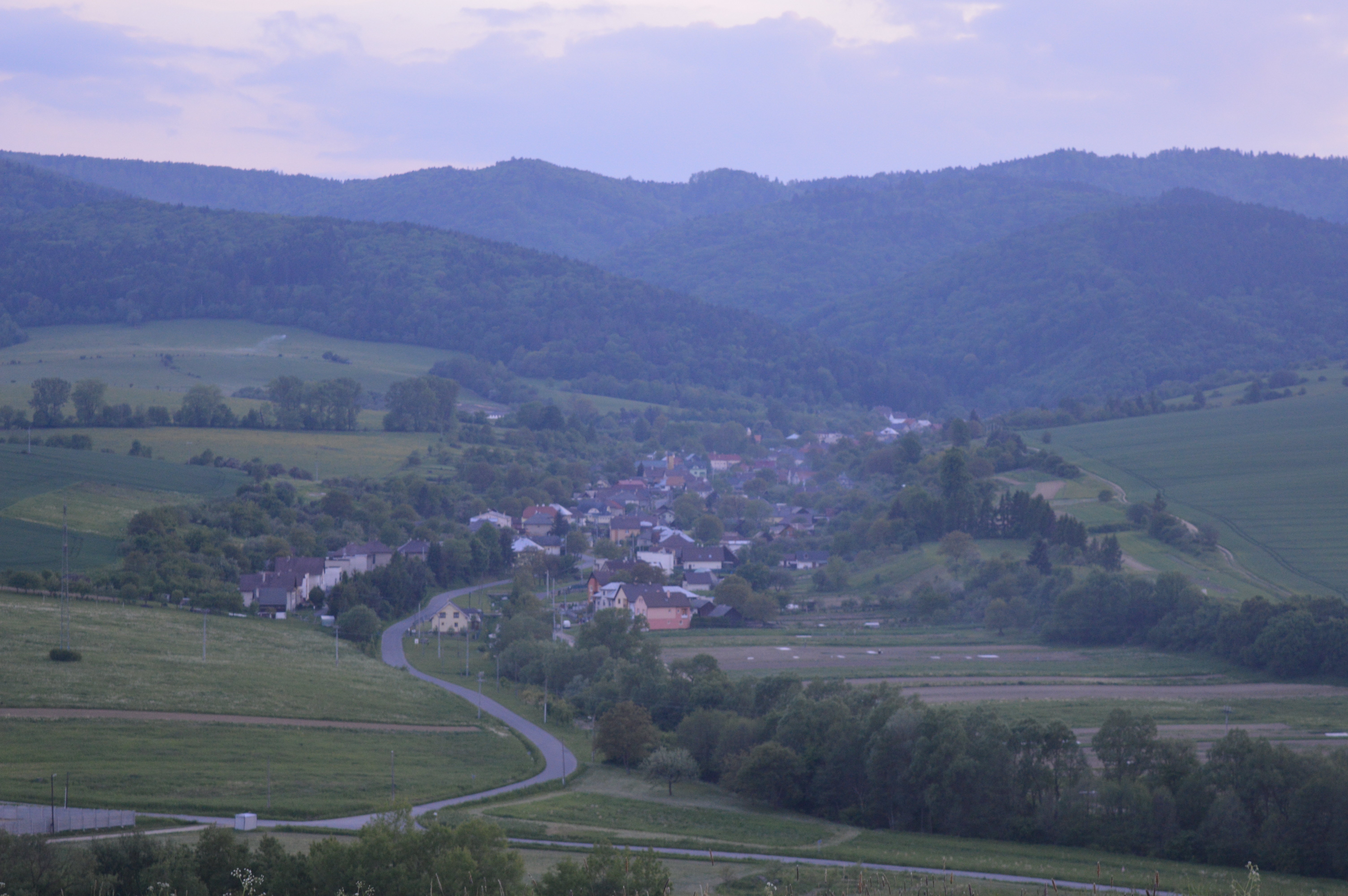
Šiba (2016)

Šiba (deutsch Scheibe, ungarisch Szekcsőalja – bis 1907 Siba) ist eine Gemeinde im Osten der Slowakei mit 636 Einwohnern (Stand 31. Dezember 2024). Sie gehört zum Okres Bardejov, einem Kreis des Prešovský kraj, und wird zur traditionellen Landschaft Šariš gezählt.

## Geographie
Die Gemeinde befindet sich im Talkessel Bartošovská kotlina am Rande des Gebirges Čergov, im Tal des Baches Šibianska voda. Der Ostteil des Gemeindegebiets ist hügelig, der Westteil bergig mit tiefen Tälern und stark bewaldet. Der höchste Punkt ist der Bukový vrch mit 1019 m n.m. Das Ortszentrum liegt auf einer Höhe von 440 m n.m. und ist neun Kilometer von Bardejov entfernt.
Nachbargemeinden sind Hervartov im Norden, Kľušov im Nordosten, Bartošovce im Osten, Hertník im Süden und Kríže im Westen.

## Geschichte
Der Ort wurde im 14. Jahrhundert durch einen Schultheiß gegründet und wurde zum ersten Mal 1427 als Siba schriftlich erwähnt. Im selben Jahr war eine Steuer in Höhe von 22 Porta fällig. Noch im Mittelalter war das Dorf Besitz des Geschlechts Perényi, im 16. Jahrhundert dann der Geschlechter Zápolya und Baran. 1600 standen im Ort 28 Häuser.
1787 hatte die Ortschaft 43 Häuser und 323 Einwohner, 1828 zählte man 62 Häuser und 476 Einwohner, die als Förster, Landwirte und Schindler beschäftigt waren. Im 19. Jahrhundert besaß die Familie Ficker einen Großteil der Wald- und Ortsgüter. Von 1847 bis 1877 arbeitete im Ort eine Glashütte namens Julienthal. Bis 1918 gab es jeweils zwei Dampfsägen und Mühlen sowie eine Brennerei.
Bis 1918 gehörte der im Komitat Sáros liegende Ort zum Königreich Ungarn und kam danach zur Tschechoslowakei beziehungsweise heute Slowakei.

## Bevölkerung
| Jahr                | 1994 | 2004    | 2014    | 2024 |
| ------------------- | ---- | ------- | ------- | ---- |
| Anzahl der Personen | 545  | 563     | 600     | 636  |
| Unterschied         |      | +3,30 % | +6,57 % | +6 % |

| Jahr                | 2023 | 2024    |
| ------------------- | ---- | ------- |
| Anzahl der Personen | 631  | 636     |
| Unterschied         |      | +0,79 % |

Gemäß der Volkszählung 2011 wohnten in Šiba 556 Einwohner, davon 540 Slowaken sowie jeweils ein Deutscher, Pole, Russine und Ukrainer. 12 Einwohner machten keine Angabe zur Ethnie.
525 Einwohner bekannten sich zur römisch-katholischen Kirche und 12 Einwohner zur griechisch-katholischen Kirche. Ein Einwohner war konfessionslos und bei 18 Einwohnern wurde die Konfession nicht ermittelt.

## Bauwerke und Denkmäler
- römisch-katholische Cosmas-und-Damian-Kirche aus dem Jahr 1991